# Брёйнтьес, Наташа
Наташа Нейман-Брёйнтьес (нидерл. Natasja Neymann-Bruintjes; 22 февраля 1988 года, Зандам, Нидерланды) — нидерландская конькобежка, чемпионка мира среди юниоров, 3-кратная призёр чемпионата Нидерландов. Выступала за команды "KNSB" с 2007 по 2009, "Hofmeier" с 2009 по 2010, "Corendon Algemene" с 2011 по 2014 год.

## Биография
Наташа Брёйнтьес начала кататься на коньках в раннем детстве в Меппеле. В возрасте 10 лет она стала соревноваться на профессиональном уровне. С сезона 2001/2002 участвовала на чемпионатах Нидерландов среди юниоров, и в сезоне 2002/2003 выиграла в спринтерском многоборье.на чемпионатах Нидерландов среди взрослых. В 2006 и 2007 годах Брёйнтьес вновь завоевала 1 -е место в спринте на чемпионате Нидерландов среди юниоров и начала выступать на взрослом уровне. 
В марте 2007 года она дебютировала на чемпионате мира среди юниоров, где завоевала "золото" в командной гонке и стала 6-й в многоборье. В сезоне 2007/08 дебютировала на Кубке мира и на чемпионате мира на отдельных дистанциях в Нагано, где заняла 19-е место на дистанции 500 м. В ноябре 2008 года стала бронзовой призёркой в забеге на 1000 м на Национальном чемпионате и заняла 2-е место в спринтерском многоборье в январе 2009 года.
В январе 2009 года участвовала на чемпионате мира по спринту в Москве, где заняла 12-е место, а на чемпионате мира на отдельных дистанциях в Ванкувере заняла высокое 4-е место на дистанции 1000 м. В ноябре 2009 года Брёйнтьес впервые заняла 3-е место на этапе Кубка мира в Херенвене на дистанции 1000 м, а в декабре на олимпийской квалификации заняла 4-е место на дистанции 1000 и и 5-е на 500 м.
В марте 2010 года она вновь поднялась на 3-е место на Кубке мира в Эрфурте и финале кубка в Херенвене, заняв 4-е место в общем зачёте. Следом выиграла юниорский чемпионат Нидерландов до 23-х лет на дистанциях 500 и 1000 м. Из-за проблем со спиной, которые начались в конце 2009 года она не смогла выступить в полную силу в сезонах 2009/10 и 2010/11 на Национальном чемпионате.
В 2011 году у неё была грыжа межпозвоночного диска, и это было так больно, что она даже не могла ровно стоять. В ноябре ей сделали операцию по удалению грыжи и следующий сезон она пропустила полностью, пока восстанавливалась, да ещё переболела пневмонией и легионеллёзной инфекцией. В июне 2012 года она приступила к тренировкам и на дистанции 500 м показала результат 39,10 сек, но и в сезоне 2012/13 выше 8-го места на чемпионате Нидерландов в спринте не поднялась. В 2014 году были нарушения сердечного ритма и она завершила карьеру спортсменки.

## Личная жизнь
Наташа Брёйнтьес после завершения карьеры около двух лет была домохозяйкой. Её муж Рон вместе с партнёром управлял закусочной в Стенвейкерланде, и она стала им помогать, а после открыли свою закусочную и арендовали три дома для отдыха. Она живёт со своим мужем Роном Нейманом и его дочерью Анной-Софи (2009 г.р.) в Гитхорне, провинции Оверэйссел. Наташа любит ходить под парусом, кататься на велосипеде, бегать и заниматься со своими собаками. Она также начала новый проект под названием "Я люблю Гитхорн", чтобы проводить культурные экскурсии по городу.